# Obednik
Obednik (makedonska: Обедник) är en ort i Nordmakedonien. Den ligger i kommunen Demir Hisar, i den sydvästra delen av landet, 100 km söder om huvudstaden Skopje. Obednik ligger 742 meter över havet och antalet invånare är 479.